# Armada franquista
La Armada franquista,  o Armada sublevada o Armada Nacional, fue la parte de la Marina de Guerra de la República Española que durante la guerra civil española combatió del lado del bando sublevado.
Durante la guerra las marinas de ambos bandos evitaron las grandes acciones de guerra por motivos políticos y estratégicos. Así después de los combates por el control del estrecho de Gibraltar de 1936 las dos flotas no tuvieron "encuentros decisivos en el mar" y "sus estrategias se movieron en contextos muy conservadores, tendentes sobre todo a la conservación de sus efectivos". El historiador Michael Alpert en su estudio sobre "la guerra civil española en el mar" afirma que mientras la Marina de guerra gubernamental "no consiguió estar a la altura del momento y, a pesar de contar con la mayoría de las unidades de la flota, desempeñó un papel defensivo durante la mayor parte de la contienda", en cambio "la Marina de los sublevados aprovechó al máximo sus exiguos recursos y la ayuda que recibió del extranjero". Así la Armada del bando sublevado realizó cada vez con más éxito la función primordial de una marina de guerra a principios del siglo XX que ya no era destruir los barcos del enemigo sino bloquear sus rutas marítimas, sus puertos e impedir sus movimientos en la costa. Mientras que la marina que permaneció fiel al gobierno abandonó ese objetivo después de las primeras semanas y adoptó una posición defensiva cuya finalidad primordial era proteger las comunicaciones marítimas propias atacadas por los "nacionales".

## Historia

### El golpe de Estado de julio de 1936 en la Armada
Cuando en abril de 1936 el general Mola se hizo cargo de la dirección de la conspiración militar para derribar el gobierno del Frente Popular recabó la colaboración de la Armada que concretó más tarde en unas Instrucciones para las fuerzas de la Armada de 20 de junio. En estas se especificaba que la misión de la Armada sería el dominio de las bases navales de Ferrol y Cádiz, la vigilancia de la costa norte, especialmente Asturias (incluido el bombardeo de la cuenca minera), y la colaboración en la sublevación de Marruecos. Pero en algunos barcos miembros de los cuerpos auxiliares (como los radiotelegrafistas) y de suboficiales y marinería habían formado comités para vigilar las actividades sospechosas de los oficiales del Cuerpo General. Estos comités en algunos casos mantenían vínculos con la Unión Militar Republicana Antifascista (UMRA).

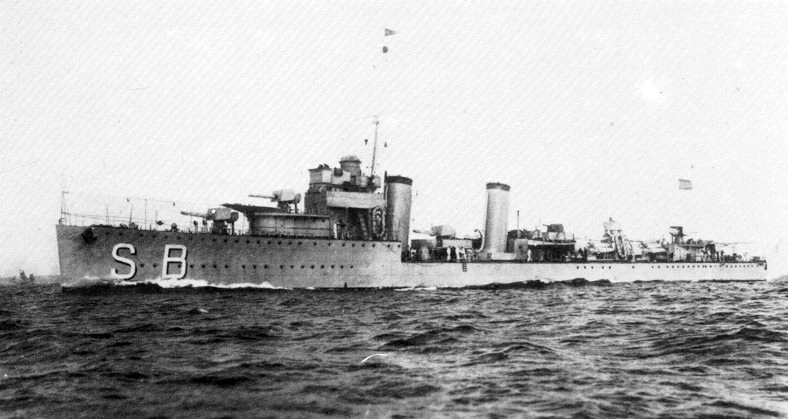
Destructor Sánchez Barcáiztegui

En la tarde del viernes 17 de julio se recibieron en la central radiotelegráfica del Estado Mayor de la Marina en Madrid las primeras noticias de que se había iniciado la sublevación militar en Marruecos. El oficial tercero del Cuerpo de Auxiliares Radiotelegráficos que estaba en ese momento de guardia en la central era Benjamín Balboa López, afiliado a la UMRA, y cuando se recibió en Madrid en la madrugada del sábado 18 de julio el telegrama de felicitación del general Franco a los sublevados de Melilla Balboa informó directamente al ayudante del ministro Giral y se negó a obedecer la orden del jefe de la central radiotelegráfica de que comunicara el mensaje de Franco a las guarniciones y lo arrestó. Balboa a continuación contactó con todos los buques de la Armada y a los radiotelegrafistas de los mismos les informó de que sus oficiales podían estar a punto de sublevarse contra el gobierno y les animó a amotinarse.

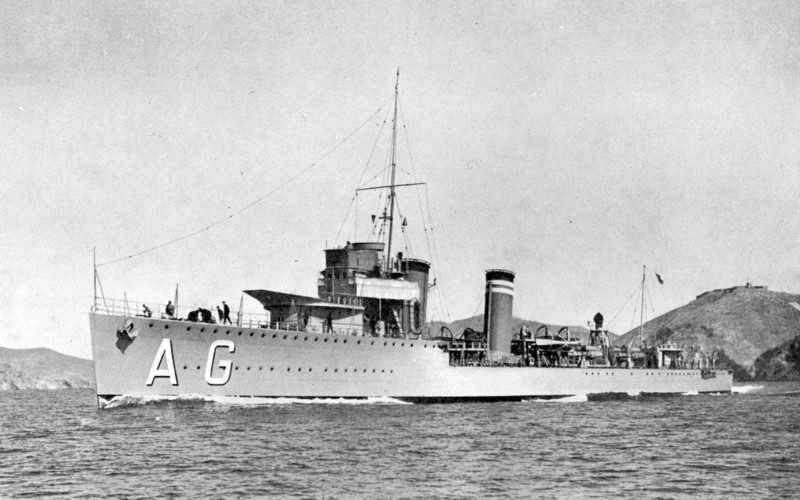
Destructor Alcalá Galiano

La misma madrugada del sábado 18 de julio el ministro de Marina José Giral ordenó que todos los buques de la flota se dirigieran hacia la zona del estrecho de Gibraltar para que cañonearan las posiciones de los sublevados en Marruecos e impidieran el paso de cualquier transporte de tropas que intentara llegar a la península. Sin embargo, los comandantes de los destructores Almirante Valdés, Sánchez Barcáiztegui y Churruca se pasaron al bando sublevado, pero las dotaciones de los destructores se amotinaron y arrestaron a sus oficiales que se habían sublevado, ejemplo que fue seguido por las dotaciones de los guardacostas Uad-Lucus y Uad-Muluya y el cañonero Laya (mientras que los guardacostas Dato y Uad-Kert se sumaban a la sublevación entrando en Ceuta, así como el torpedero T-19). Lo mismo sucedió en los destructores Alsedo, José Luis Díez y Alcalá Galiano, y en el acorazado Jaime I y en los cruceros Libertad y Miguel de Cervantes, que habían zarpado de la base de Ferrol en dirección al Estrecho de Gibraltar. Por su parte el crucero Méndez Núñez, recibió la orden de volver a la colonia de Guinea Ecuatorial de donde había zarpado y allí su comandante fue destituido del mando y desembarcado junto con otros oficiales, volviendo más tarde a España. También se amotinaron las dotaciones de los submarinos Isaac Peral C-1, C-3, C-4 y B-1 cuando sospecharon de la actitud de sus oficiales. Los mandos del C-6 fueron arrestados cuando atracaron en Málaga. Los otros siete submarinos también quedaron del lado gubernamental cuando fracasó la sublevación en las bases navales de Cartagena y Mahón.
En la base naval de Cartagena la sublevación tampoco triunfó porque a los mandos navales les faltó decisión y porque el general Toribio Martínez Cabrera, gobernador militar de Cartagena, se mantuvo leal al gobierno, así como el jefe de la cercana base aérea de Los Alcázares. Así el destructor Lazaga, que estaba allí anclado, y los seis destructores que estaban en fase de construcción quedaron del lado gubernamental, con lo que toda la flotilla de destructores, excepto uno (el Velasco que se encontraba en Ferrol), quedó del lado gubernamental, además de cuatro torpederos y un guardacostas, junto con varios barcos auxiliares. En la base de Mahón hubo un intento de sublevación que fue sofocado y las dotaciones de los submarinos que tenían allí su base se amotinaron contra sus oficiales que pretendían rebelarse.

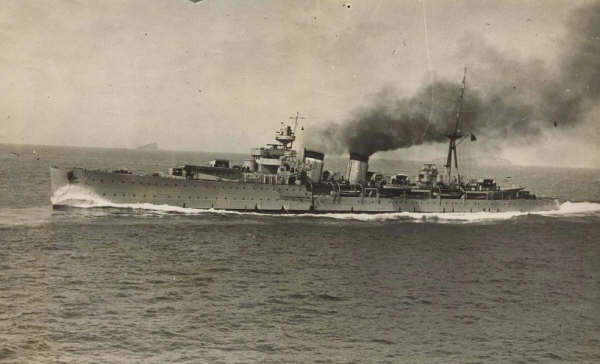
Crucero ligero Almirante Cervera en período de pruebas (todavía sin armamento) hacia 1925

En cambio en las bases navales de Cádiz y de Ferrol la sublevación triunfó. En la primera gracias a las tropas de regulares traídas desde Ceuta por el destructor Churruca antes de que su dotación se amotinara y gracias también a la decidida actuación de los jefes conjurados en la base y del gobernador militar de Cádiz, el general José López Pinto, que impidieron cualquier intento de sublevación de los obreros de los astilleros o de la marinería. Al controlar la base los sublevados tenían en su poder el crucero República, que estaba sometido a grandes reparaciones, por lo que no entraría en servicio hasta 1938, los cañoneros Cánovas y Lauria, después de aplastar el amotinamiento de su tripulación, y dos guardacostas, el Alcázar y el Larache, que no se amotinaron. En la base naval de Ferrol la dotación del crucero Almirante Cervera se amotinó pero no consiguió sacar el buque del dique seco, y finalmente el bombardeo de la aviación naval de la base de Marín que se había sublevado hizo que el barco se rindiera. También se amotinó la dotación del acorazado España, asimismo en dique seco, pero como el tercer buque que se hallaba en la base, el destructor Velasco, no se amotinó, no les quedó más opción que la rendición después de que fuera dominada la rebelión del Almirante Cervera. Así fue como la base y los tres buques de importancia que había en ella se unieron a la sublevación.
En la zona sublevada se consideró reos del delito de rebelión militar a todos aquellos que se mantuvieron fieles al gobierno de la República y se opusieron al golpe. Así fueron fusilados, con o sin formación de causa, 8 oficiales del Cuerpo General, 14 de otros cuerpos de la Armada y 146 entre auxiliares, maestres, cabos y marineros, la mayoría de ellos de la base de Ferrol. "Los primeros fusilamientos tuvieron lugar con mínima o nula formación de causa y además basándose en la dudosa legalidad de un estado de guerra declarado contra la voluntad del Gobierno".

### La Guerra Civil (1936-1939)

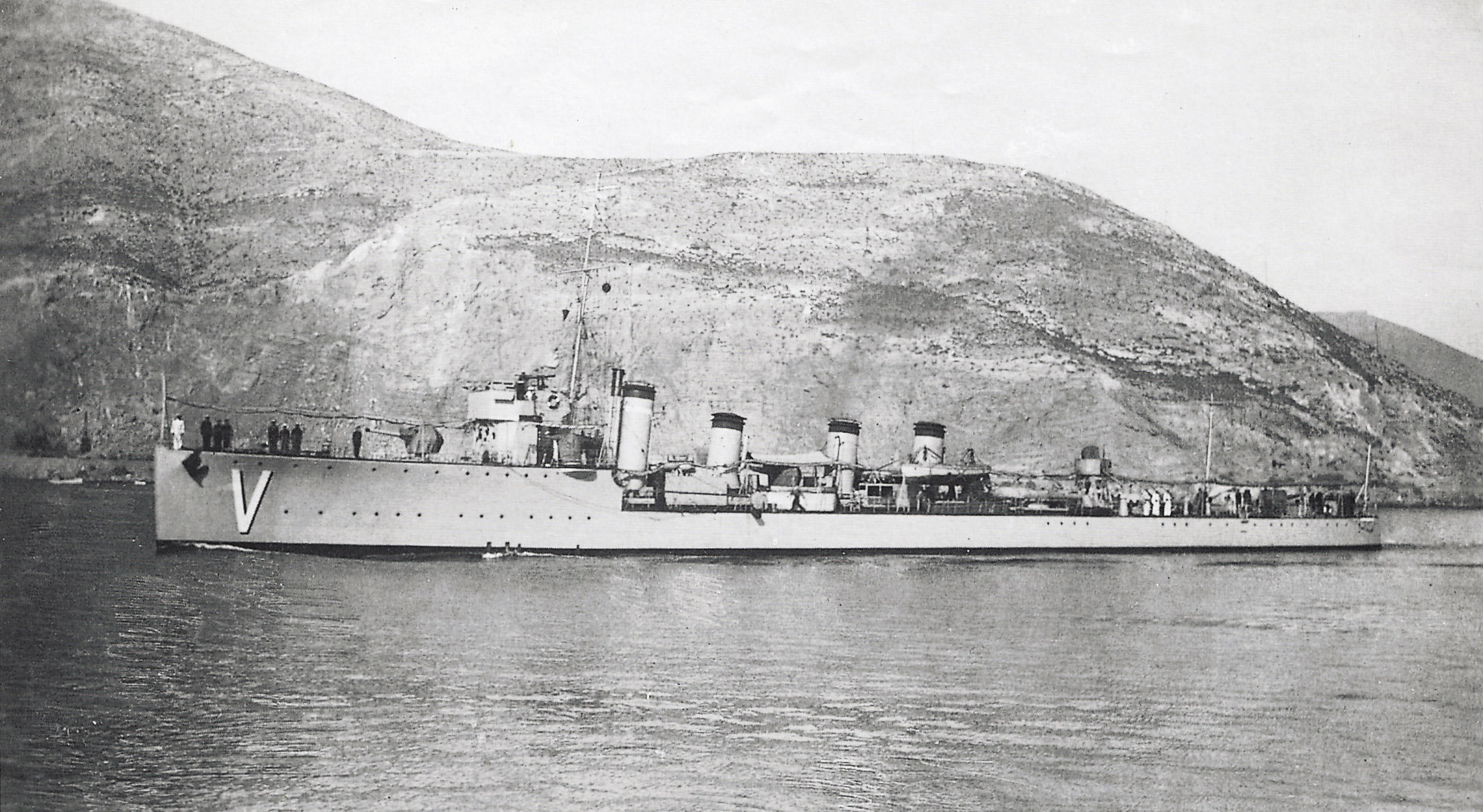
Destructor nacional Velasco

Tras el golpe de Estado el bando sublevado sólo contaba con tres buques importantes: el acorazado España (botado en 1913 y que en julio de 1936 se encontraba en dique seco); el crucero ligero Almirante Cervera (botado en 1928) y el destructor Velasco (botado en 1923). También contaba con el crucero ligero República, rebautizado como Navarra, (botado en 1920) pero éste se encontraba en reparaciones y no entró en servicio hasta muy avanzada la guerra, en agosto de 1938. Además los sublevados tenían en su poder cinco torpederos, tres cañoneras y cinco guardacostas (y ningún submarino).
Sin embargo esta pequeña flota nacional controlaba el mar en el Norte, porque toda la flota republicana estaba concentrada en el Estrecho y la zona del Mediterráneo. A pesar de que era muy lento y muy viejo y del tiempo que había pasado sin salir del puerto de Ferrol el acorazado España se hizo a la mar el 12 de agosto al mando del capitán de fragata Luis de Vierna. El mismo día también zarpó el destructor Velasco que era un modelo viejo, por lo que el buque más importante de los nacionales era el crucero Almirante Cervera, al mando del capitán de fragata Salvador Moreno Fernández, cuyo hermano, el capitán de navío Francisco Moreno Fernández, habilitado como contraalmirante en noviembre de 1936 y como vicealmirante a partir de octubre de 1937, asumió el mando de la flota. "Moreno trabajaba sin dirección centralizada, ya que no se estableció el Estado Mayor de la Armada hasta mediados de octubre [siendo nombrado para el cargo el vicealmirante retirado Juan Cervera Valderrama, que había sido destituido por el gobierno del Frente Popular]. El hecho de llegar a completar las dotaciones del España y del Cervera, organizar flotillas auxiliares y adelantar la construcción de los dos nuevos cruceros el Canarias y el Baleares dice mucho de la capacidad de Francisco Moreno".
La flota nacional a pesar de su pequeño tamaño contaba con dos ventajas. La primera era que disponía de oficiales suficientes para los tres barcos de guerra importantes con que contaba y cuando tuvo necesidad de más oficiales para los nuevos cruceros Canarias y Baleares, y para la flota auxiliar de mercantes y de bous armados que los nacionales hicieron entrar en servicio rápidamente, recurrieron a los guardiamarinas y a los alumnos de 1.er y 2.º año de la Escuela Naval de Marín que también estaba en su poder. Así en el otoño de 1936 los sublevados ya contaban con una flotilla de 19 bous (barcos de pesca de altura requisados y artillados) al mando del teniente de navío Ozámiz, donde cada barco iba mandado por un oficial del Cuerpo General de la Armada.
También recurrieron, como en la armada republicana, a capitanes, pilotos y maquinistas de la marina mercante, asimilados a tenientes y alféreces de navío. El problema lo representaba la escasez de suboficiales y de cabos de marinería (ya que en la zona sublevada muchos habían sido fusilados, encarcelados o expulsados de la Marina por oponerse a la rebelión). Para solucionarlo se creó el cuerpo de cabos provisionales formados en una Escuela de marinería y artillería creada a tal fin y en la que se usaron los buques de instrucción Juan Sebastián Elcano y Galatea que habían quedado en el bando sublevado y las instalaciones de Marín.
La segunda ventaja era que poseía la mejor base naval de España en Ferrol, bien defendida contra el ataque aéreo, submarino o de superficie. La única desventaja de Ferrol, que estaba muy lejos del Estrecho de Gibraltar y del Mediterráneo, fue compensada por la base de Cádiz (que disponía de un dique flotante y un pequeño dique seco, además de talleres de artillería naval), cuyas baterías de costa junto con las de Ceuta y de Algeciras harían difícil para el enemigo el paso del Estrecho. Y para el Mediterráneo contaron con el puerto de Palma de Mallorca que irá cobrando cada vez más importancia a lo largo de la guerra. Así pues, "los nacionales poseían una base absolutamente superior en el norte, Ferrol, y una base secundaria, Cádiz, más puertos y una costa amistosa en Marruecos y en Andalucía. El dominio nacional de Ibiza y Mallorca y la presencia italiana, que tardó poco en anunciarse, hicieron que la utilidad de [la base republicana] de Mahón quedara circunscrita por la dificultad de las comunicaciones".
Además la inferioridad en buques de guerra se vio compensada muy pronto gracias al control de los sublevados del principal astillero de la marina en Ferrol donde estaba prácticamente terminado el crucero pesado Canarias (que entró en servicio en septiembre de 1936 al mando del capitán de navío Francisco Batarreche que fue sustituido en febrero de 1937 por Salvador Moreno Fernández cuando pasó a mandar la nueva base naval de Mallorca) y otro, el Baleares, a punto de ser entregado (entró en servicio en diciembre de 1936 al mando de Manuel Vierna Belando), junto con los dos únicos dragaminas de España (el dragaminas Júpiter, que entró en servicio a principios de 1937, y el dragaminas Vulcano, que entró en servicio a finales de ese mismo año).
Los cruceros Canarias y Baleares era muy superiores a los cruceros gubernamentales más modernos, el Miguel de Cervantes y el Libertad, tanto en alcance y capacidad de fuego de su artillería (los cañones del 203 mm tenían un alcance de 20 000 metros y lanzaban proyectiles de 120 kg, frente a los 18 000 metros de 152 mm y los proyectiles de 50 kg de los republicanos), como en autonomía (cargaba 2800 toneladas de combustible frente a las 1680 de los republicanos) y envergadura (desplazaba 10 000 toneladas con 90 000 CV, frente a las 7975 toneladas y los 80 000 CV de los republicanos).
La carencia de submarinos fue solucionada inicialmente con cuatro submarinos de la Armada italiana que llevaban a bordo un oficial español por si eran apresados y cuyas acciones tuvieron que se interrumpidas en febrero de 1937. Entonces Italia cedió dos de ellos, el Archimede y el Torricelli, que llegaron a Palma el 13 de abril de 1937 con sus dotaciones y mandos italianos donde se les llamó "C-3" y "C-5" para camuflarlos haciéndolos pasar por dos submarinos republicanos hundidos que habrían sido rescatados. Cuando se descubrió el engaño pocos meses después el "C-3" pasó a llamarse General Sanjurjo y el "C-5" General Mola y en octubre sus dotaciones ya fueron reemplazadas por unas enteramente españolas. Dos meses antes, a finales de agosto de 1937, llegaron a Mallorca cuatro submarinos italianos más (dos modernos, el Galilei y el Ferraris, y dos de menores prestaciones, el Iride y el Onice) que fueron rebautizados con nombres españoles como el Sanjurjo 2, el Mola 2, el González López y el Aguilar Tablada, aunque finalmente fueron llamados L-1, L-2, L-3 y L-4. Pero los cuatro submarinos "legionarios" actuaron muy poco tiempo porque fueron retirados en febrero de 1938 por Italia a causa de la ola de protestas internacionales levantada por el hundimiento de dos mercantes por el Mola y el Sanjurjo.

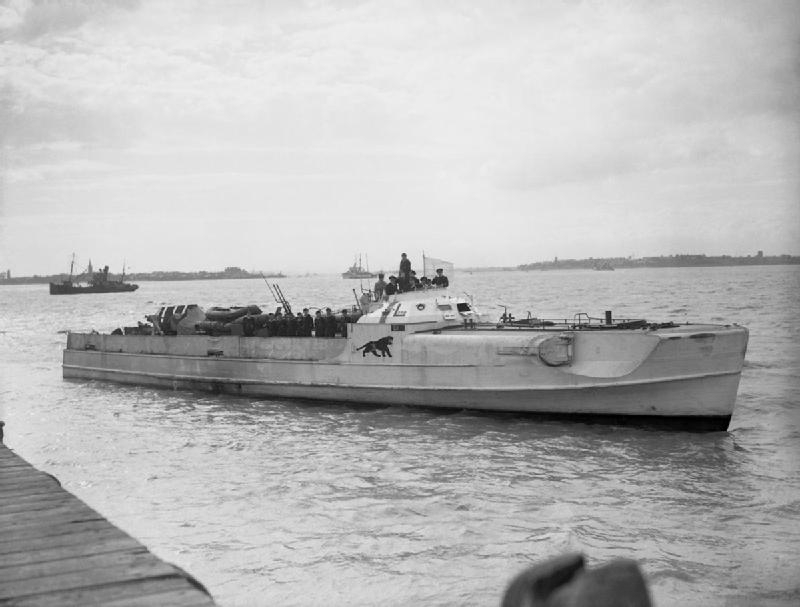
Lancha torpedera alemana Schnellboot.

La carencia de destructores se intentó solucionar inicialmente con las cinco lanchas torpederas -Schnellboot- cedidas por la Armada alemana que fueron llegando desde noviembre de 1936 y que fueron bautizadas con los nombres de Falange, Requeté, Oviedo, Badajoz y Toledo. Estas lanchas podían alcanzar los 33 nudos y llevaban dos tubos lanzatorpedos lo que las hacían especialmente adecuadas para incursiones rápidas en las que dispararan los torpedos y se marcharan a toda velocidad. Pero estas lanchas no podían realizar la función de escolta de mercantes por lo que a mediados de 1937 se compraron a la Armada italiana por cuarenta millones de liras (a pagar en divisas y materias primas) dos viejos destructores, el Aquila, botado en 1916, rebautizado, Velasco-Ceuta; y el Falco, botado en 1919, rebautizado como Velasco-Melilla, y dos contratorpederos también antiguos, el Alessandro Poerio, botado en 1914 y rebautizado como Teruel, y el Guglielmo Pepe, botado también en 1914 y rebautizado como Huesca. También se pensó comprar un pequeño y viejo crucero, el Taranto, ex-alemán SMS Strassburg, botado en 1910, pero finalmente no se llegó a un acuerdo con los altos mandos italianos. Los cuatro destructores entraron en servicio entre octubre y noviembre de 1937 pero enseguida comenzaron a averiarse dada su antigüedad, por lo que no parece que fuesen de gran utilidad, algo de lo que se quejó el Estado Mayor de la Armada nacional que los calificó de "chatarra". También se compraron a Italia las cuatro lanchas torpederas -MAS-, rebautizadas como Sicilia, Nápoles, Cándido Pérez y Javier Quiroga.

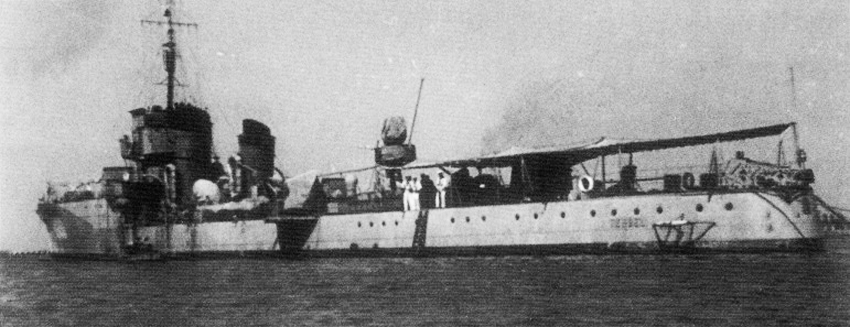
Destructor Teruel (ex Alessandro Poeiro).

Un informe del servicio secreto republicano (SIM) de enero de 1939 señalaba la desventaja de la marina republicana respecto de la "marina de guerra facciosa" que contaba con "un total de cerca de 100 unidades -contando entre ellas un gran número de Cruceros auxiliares perfectamente artillados-".
Además los sublevados pudieron contar con el apoyo desde el inicio de la guerra de las Armadas italiana y alemana. No sólo fue importante su labor de hostigamiento a la flota republicana o la de pasar información sobre sus movimientos sino que se ocuparon de escoltar los mercantes propios que transportaban material de guerra al bando sublevado liberando de esa misión a la flota sublevada que pudo así dedicarse enteramente a perseguir el tráfico mercante que se dirigía a los puertos republicanos, al contrario de lo que sucedió con la flota republicana que al carecer la Unión Soviética de una flota en el Mediterráneo tuvo que encargarse ella misma de la defensa de los mercantes soviéticos. La coordinación y planificación de esta misión de bloqueo al tráfico mercante en favor de la República se acordó en la reunión que mantuvieron el 29 de diciembre de 1936 a bordo del crucero Canarias, fondeado en Cádiz, los jefes de las flotas alemana e italiana que actuaban en aguas españolas con el jefe de la flota nacional, el contraalmirante Francisco Moreno Fernández. En la reunión los alemanes llegaron a sugerir el establecimiento de un mando conjunto para las tres flotas, opción que fue rechazada por los sublevados, pero se acordó instalar una estación de radiocomunicación a bordo del Juan Sebastián Elcano, anclado en Cádiz, para enlazar las unidades navales de los sublevados con las de sus aliados italianos y alemanes, que se comprometieron a seguir vigilando la costa mediterránea "para que en todo momento se sepa dónde están los rojos y lo sepa el almirante español".
Los marinas alemana e italiana también ayudaron a los sublevados cediéndoles barcos, como las cinco lanchas torpederas alemanas Schnellboot.

## Comandantes
- Francisco Moreno Fernández - Jefe de la Flota Nacional
- Juan Cervera Valderrama - Jefe del Estado Mayor de la Armada Nacional

## Unidades navales
Las siguientes, son las principales unidades que quedaron en el bando sublevado tras el golpe de Estado del 18 de julio de 1936. Todos los buques sobrevivientes al conflicto, pasaron a formar parte de la Armada Española.

### Acorazados Dreadnought
- Clase España
  - España (1915-1937), hundido el 30 de abril de 1937 por una mina propia en Galizano (Santander).

### Cruceros
Cruceros pesados
- Clase Canarias
  - Canarias (1936-1975)
  - Baleares (1936-1938), hundido durante la Batalla del cabo de Palos el 6 de marzo de 1938 por un torpedo enemigo.

Cruceros ligeros
- Clase Reina Victoria Eugenia
  - República rebautizado Navarra (1923-1951), entró en servicio muy tarde, a mediados de 1938.
- Clase Almirante Cervera
  - Almirante Cervera (1928-1965), fue tomado en las primeras horas por su tripulación, pero al estar en dique seco, fue capturado por las tropas sublevadas.

### Destructores
- Clase Alsedo
  - Velasco (V) (1925-1957)
- Clase Churruca 2.ª serie
  - Císcar (CR) (1938-1957), bombardeado y hundido en octubre de 1937 en el puerto de El Musel y posteriormente reflotado por los sublevados y operativo en 1938.

- Clase Aquila/Ceuta

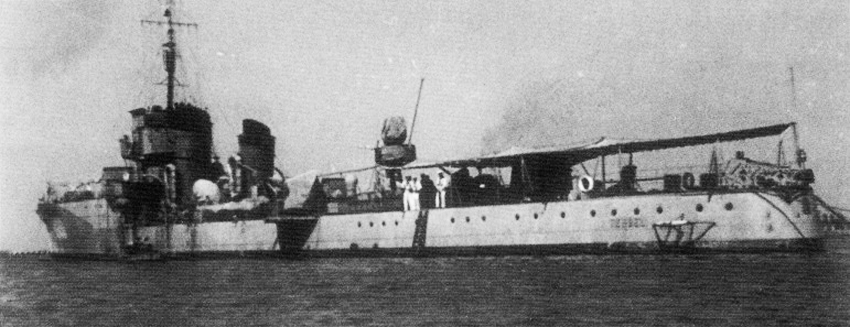
Destructor Teruel (ex Alessandro Poeiro).

  - Ceuta, (1937-1950), comprado a la Regia Marina, se le agregó una chimenea de madera falsa para parecerse al destructor franquista Velasco.
  - Melilla, (1937-1948), comprado a la Regia Marina, se le agregó una chimenea de madera falsa para parecerse al destructor franquista Velasco.
- Clase Alessandro Poeiro/Teruel
  - Teruel, (1915/1937-1948), ex Alessandro Poeiro, comprado a la Regia Marina.
  - Huesca, (1915/1937-1953), ex Guglielmo Pepe, comprado a la Regia Marina.

### Submarinos
- Clase Archimede/General Mola
  - General Mola (GM), (1937-1958), comprado en 1937 a Italia, llamado primero como submarino republicano C-3 desaparecido para dar informes falsos.
  - General Sanjurjo (GS), (1937-1958), autor del torpedeamiento del crucero Miguel de Cervantes en 1936, comprado en 1937 a Italia, llamado primero como submarino republicano desaparecido C-5 para dar informes falsos.

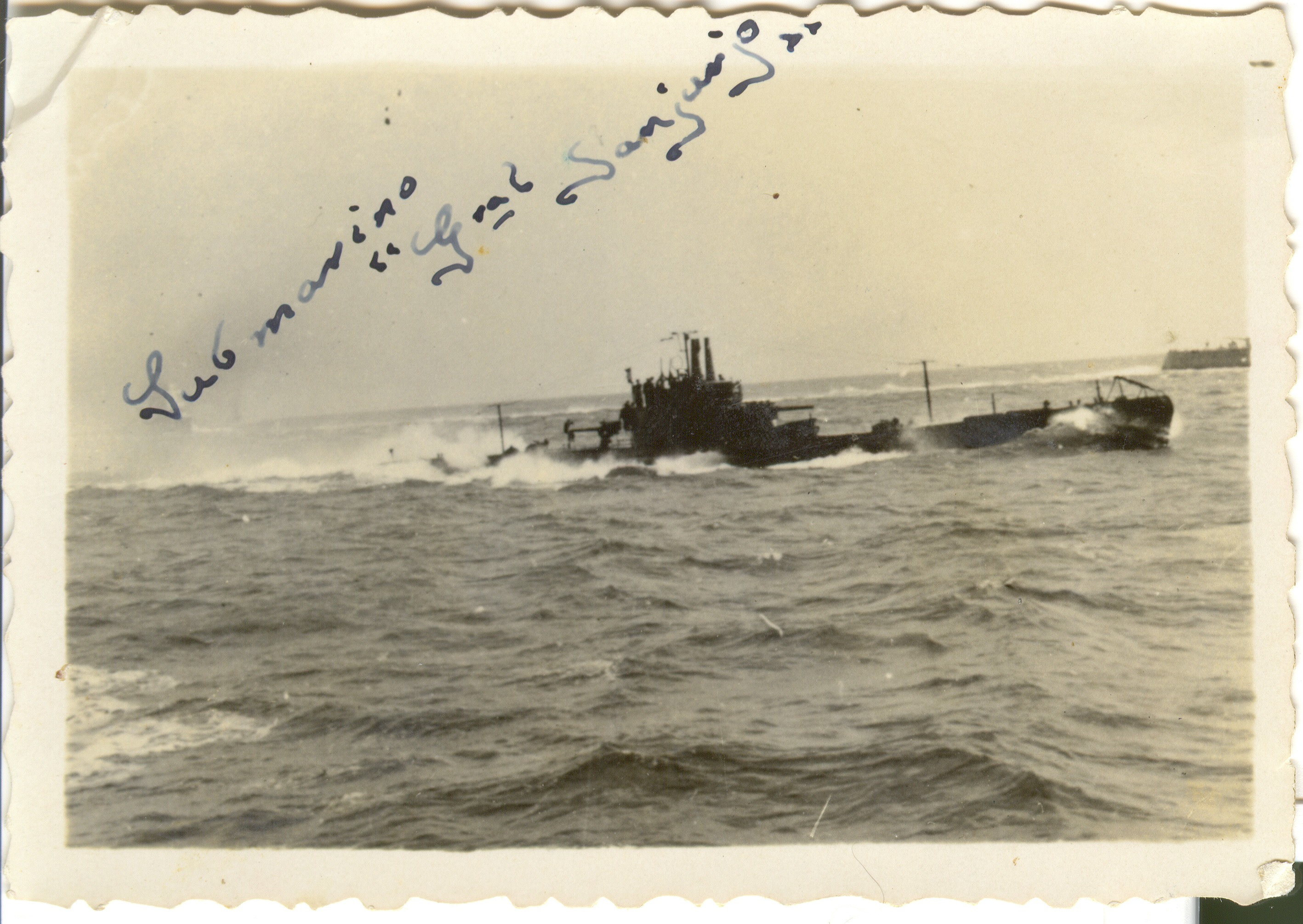
Submarino General Sanjurjo (GS).

También actuaron bajo mando franquista cuatro submarinos italianos, llamados legionarios, que recibieron los nombres de General Sanjurjo II, General Mola II, González López y Aguilar Tablada.

### Minadores
- Clase Júpiter
  - Júpiter (1937-1974)
  - Vulcano, (1937-1977), el último buque que se dio de baja que participó en la guerra civil española.
  - Marte, (1938-1971)
  - Neptuno, (1939-1972), entregado a principios de 1939, no particiṕo activamente en la guerra naval.
- Clase Eolo
  - Eolo, en construcción en Ferrol.
  - Tritón, en construcción en Ferrol.

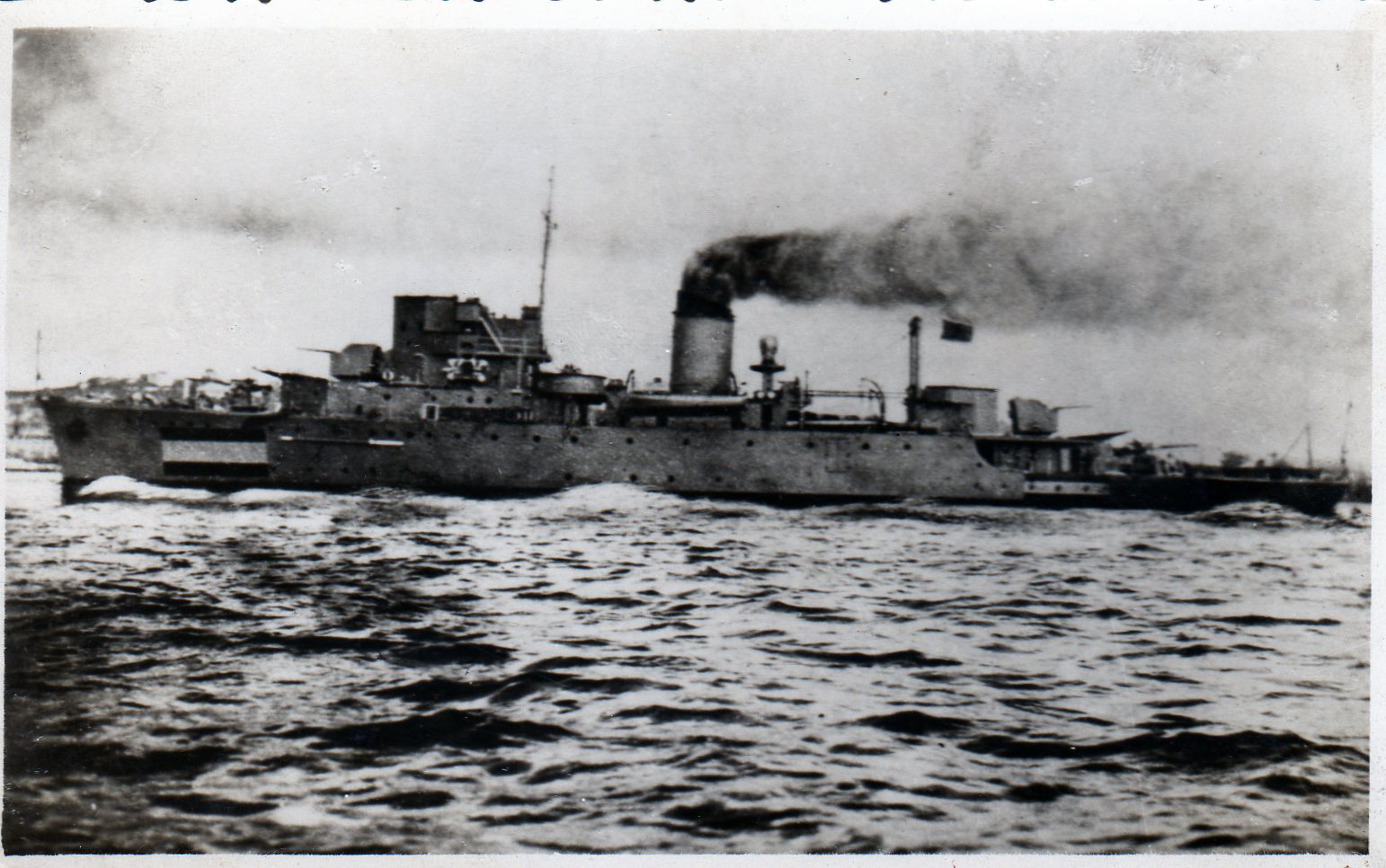
El minador Eolo ya tras la guerra civil.

### Torpederos
- Clase T-1
  - N.º 2, (1913-1937), capturado a los gubernamentales por el Uad Martin, embarrancó cerca de Santander.
  - N.º 7, (1914-1946), capturado por los nacionales al principio de la contienda.
  - N.º 9, (1915-1943), apresado a los gubernamentales en Pasajes.
  - N.º 16, (1916-1941), apresado a los gubernamentales y utilizada como rastreador.
  - N.º 19, (1919-1941), utilizada como rastreador.

### Cañoneros
- Clase Recalde
  - Lauria (1912-1940)
- Clase Cánovas del Castillo
  - Cánovas del Castillo (1923-1959)
  - José Canalejas (1924-1951)
  - Eduardo Dato (1925-1953)
- Clase Durango/Calvo Sotelo
  - Calvo Sotelo (1938-1957)